# بازار كاشان
بازار قزوين هي بازار تاريخية تعود إلى عصر السلالة الصفوية، وتقع في كاشان.